# Syméon Cossec
Pour les articles homonymes, voir Cossec.
Syméon Cossec est un moine catholique puis orthodoxe et un prélat français.
Il est notamment évêque auxiliaire de l'Archevêché des églises orthodoxes russes en Europe occidentale depuis 2020.

## Biographie
Né le 12 décembre 1942 à Levallois-Perret, Gérard Jean Maurice Cossec suit des études techniques avant de devenir travailleur social. Disant s'être senti attiré par la vie religieuse dès l'âge de cinq ans, il devient moine de l'abbaye de Cîteaux entre 1965 et 1974.
Entré dans l'Église orthodoxe en 1979 avec le prénom de « Syméon », il est ordonné diacre en 1985, prêtre en 1986, et est envoyé dans un premier temps en mission dans le monde. Il dessert ainsi plusieurs années la paroisse Notre-Dame-Joie-des-Affligés-et-Sainte-Geneviève, où il assure la direction de plusieurs fidèles de la communauté, dont Gabriel Matzneff.
En parallèle, il travaille comme conseiller aux ASSEDIC des Hauts-de-Seine jusqu'en 1990.
Mais adepte de la prière du cœur, il cherche à fonder sa propre communauté. C'est ainsi que sous la guidance de son père spirituel, Sophrony Sakharov, il fonde le Monastère Saint-Silouane (du nom du saint qui fut lui-même père spirituel de Sophrony Sakharov) à Saint-Mars-de-Locquenay en 1990 : installé dans une ancienne ferme, il regroupe des moines mais aussi des moniales. Depuis 2000, il préside également l'association Saint-Silouane, sous le patronage du même spirituel athonite. Jusqu'en 1997, il est le vice-président orthodoxe de l'Action des chrétiens pour l'abolition de la torture.

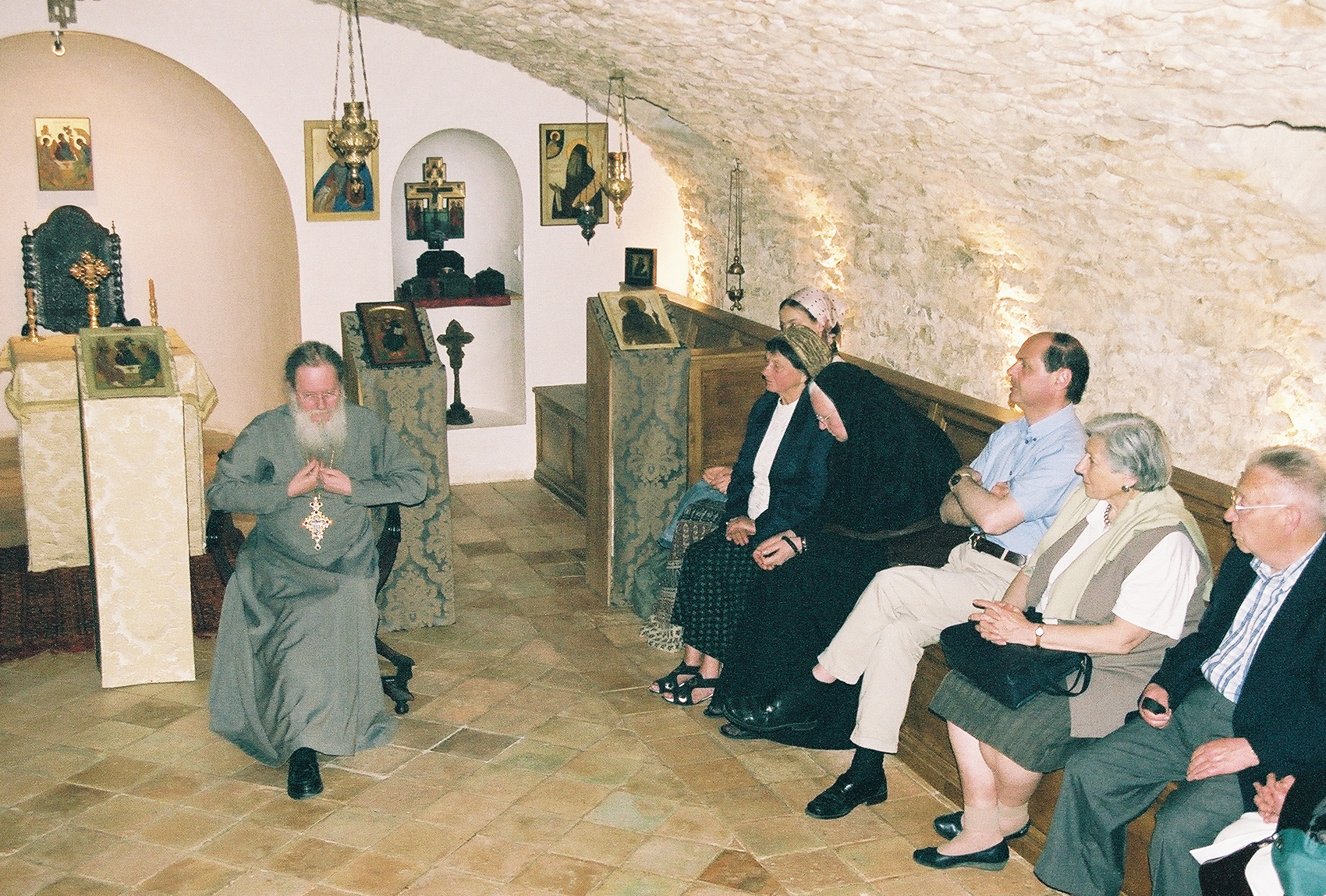
Syméon Cossec en conversation avec des pèlerins dans la chapelle du monastère Saint-Silouane, en 2004.

Il passe archimandrite en 2000. En 2013, il est une première fois candidat à la direction de l'Archevêché des églises orthodoxes russes en Europe occidentale, en concurrence avec Grigorios Papathomas (el) et Job Getcha, mais le patriarche de Constantinople Bartholomée Arkhontónis intervient en faveur de ce dernier.
Il est fait chevalier du Mérite par les autorités françaises en 2015.
En 2019, lorsque l'Archevêché passe sous juridiction moscovite, c'est cette fois son compatriote Jean Renneteau qui lui est préféré.
En 2020 toutefois, il est désigné en qualité d'évêque auxiliaire aux côtés d'Élisée Germain, sous l'autorité de l'archevêque Jean. Il est également fait évêque de Domodiédovo, il reçoit la consécration le 27 juin de cette même année en la cathédrale Saint-Alexandre-Nevsky. À ce titre, il appartient à l'Assemblée des évêques orthodoxes de France.

## Publications
- Dans le Service orthodoxe de presse :
  - « Si tu savais le don de Dieu », no 225, février 1998, p. 23-27 ;
  - « Vivre en orthodoxe aujourd'hui », no 230, juillet 1998, p. 36-37 ;
  - « La paternité spirituelle, un service de prière et de compassion », no 233, décembre 1998, p. 29-31.
- Dans Contacts :
  - « Le père Sophrony, référence pour le monachisme contemporain », no 209, janvier 2005, p. 45-54 ;
  - « Vérité et liberté dans l'Église », no 239, juillet 2012, p. 306-318 ;
  - « L'obéissance libératrice dans la vie monastique », no 250, avril 2015, p. 172-178 ;
  - « Une orientation décisive », no 273, janvier 2021, p. 61-64.
- « Vers l'unique nécessaire », dans Florent Georgesco (dir.), Gabriel Matzneff, Paris, Le Sandre, 2010  (ISBN 978-2-35821-056-0), p. 103-104.
- « Le pardon : un regard orthodoxe », dans Oser le pardon : philosophe, psychanalyste, prêtres et moine croisent leurs réflexions pour nous accompagner sur ce chemin parfois difficile, de la réconciliation (CD), Lyon, RCF, 2014 (BNF 43842680).